# Vlag van Colonia

Vlag van Colonia (ratio 2:3)

De vlag van Colonia bestaat uit een wit veld met daarop het wapen van Colonia.
Het wapen is verdeeld in drie kwartieren: de bovenste helft is blauw en bevat het Zuiderkruis, het kleinste sterrenbeeld. Het kwart linksonder, op een rode achtergrond, bevat vier korenaren die de vier windstreken symboliseren, waar de immigranten vandaan komen. Het andere kwart, op een wite achtergrond, bevat een bij, die werk symboliseert. Het werd in 1978 aangenomen na een openbare wedstrijd van het departementale bestuur. Het winnende project en huidige wapen van Colonia is gemaakt door Wilfredo Pérez Martínez en Miguel González Cámpora.